# 교황 클레멘스 2세
교황 클레멘스 2세(라틴어: Clemens PP. II, 이탈리아어: Papa Clemente II)는 제149대 교황(재위: 1046년 12월 24일 ~ 1047년 10월 9일)이다. 본명은 수이드거(독일어: Suidger)이다.

## 생애
오늘날 독일 니더작센주 호른부르크 태생인 그는 몰스레벤 및 호른부르크 백작 콘라드와 그의 아내 아물라드의 아들이다.
궁정 부제로 지내던 중 1040년 12월 28일 마인츠의 대주교에 의해 밤베르크의 주교로 서임되었다. 1046년 그는 독일 왕 하인리히 3세가 이탈리아로 길을 떠날 때 수행하여, 12월에 소집된 수트리 교회회의에 참석했다. 수트리 교회회의는 베네딕토 9세와 실베스테르 3세의 폐위를 결의하는 한편 그레고리오 6세에게는 자진 사임할 것을 요청했다. 그리고 하인리히 3세가 수이드거를 다음 교황으로 추천하자, 수트리 교회회의는 그를 교황으로 선출했다. 교황으로 선출된 수이드거는 자신을 클레멘스 2세로 자처하였다. 교황으로 선출되자마자 그는 하인리히 3세와 함께 로마로 갔다. 그리고 클레멘스 2세는 하인리히 3세를 신성 로마 제국의 황제로 봉하는 대관식을 집전하였다.

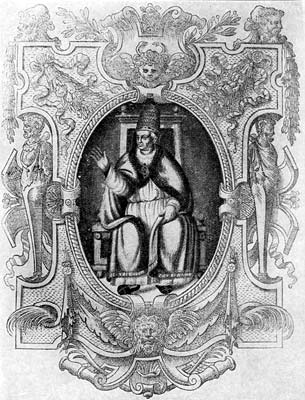

클레멘스 2세는 1047년 로마 시노드를 소집하여 성직매매를 금지하는 규정을 제정하는 등 교회 개혁을 시행하였다. 라벤나 주교좌와 밀라노 주교좌, 아퀼레이아 주교좌 간에 벌어진 우위권 논쟁은 라벤나의 손을 들어줌으로써 일단락되었다.
클레멘스 2세의 선출은 훗날 교황청 내 개혁파로부터 그가 교황으로 선출되기 전에 다른 교구의 주교였다는 것과 세속 군주가 개입했다는 점 때문에 비판받았다. 클레멘스 2세는 특이하게도 자신의 옛 주교좌를 그대로 보유함으로써 로마 교구와 밤베르크 교구를 동시에 사목하였다.
클레멘스 2세는 하인리히 3세를 대동하고 이탈리아 남부로 개선 행진을 했으며, 하인리히 3세의 요청에 따라 925년 헝가리인들에 의해 순교한 비보라다 수녀를 시성하였다.

### 사망
클레멘스 2세는 로마로 돌아가던 중 1047년 10월 9일 페사로 인근의 산 토마스 수도원에서 갑자기 선종하였다. 그의 시신은 생전에 그가 사랑했던 밤베르크로 옮겨져, 밤베르크 대성당의 서쪽 성가대석에 안장되었다. 그리하여 클레멘스 2세는 알프스 산맥 너머에 매장된 유일한 교황이 되었다. 그의 죽음에 대해서는 베네딕토 9세를 지지하는 자들에 의해 독살당했다는 설이 있다. 1942년에 석관을 열고 조사한바에 따르면 유골에서 다량의 납 성분이 발견되었다고 한다.